# U-971
| U-971                                    | U-971 | U-971 |
| ---------------------------------------- | --- | --- |
|                                          | | |
|                                          | | |
| Зображення підводного човна підтипу VIIC | | |
| Під прапором                             | Третій Рейх | Третій Рейх |
| Спуск на воду                            | 22 лютого 1943 року | 22 лютого 1943 року |
| Сучасний статус                          | 24 червня 1944 року затоплений у Ла-Манші внаслідок ураження глибинними бомбами чехословацького важкого бомбардувальника «Ліберейтор» I та атаки есмінців типу «Трайбл»: британського «Ескімо» та «Хаїда» | 24 червня 1944 року затоплений у Ла-Манші внаслідок ураження глибинними бомбами чехословацького важкого бомбардувальника «Ліберейтор» I та атаки есмінців типу «Трайбл»: британського «Ескімо» та «Хаїда» |
| Проєкт                                   | | |
| Тип ПЧ                                   | Торпедний ДПЧ | Торпедний ДПЧ |
| Головний конструктор                     | Blohm + Voss | Blohm + Voss |
| Основні характеристики                   | | |
| Швидкість (надводна)                     | 17,7 вузла | 17,7 вузла |
| Швидкість (підводна)                     | 7,6 вузла | 7,6 вузла |
| Робоча глибина занурення                 | 100 м | 100 м |
| Гранична глибина занурення               | 230 м | 230 м |
| Автономність плавання                    | 8500 морських миль (15 700 км) на швидкості 10 вузлів (19 км/год) (у надводному положенні) 80 миль (150 км) на швидкості 4 вузли (в підводному положенні)                                                 | 8500 морських миль (15 700 км) на швидкості 10 вузлів (19 км/год) (у надводному положенні) 80 миль (150 км) на швидкості 4 вузли (в підводному положенні)                                                 |
| Екіпаж                                   | 44—60 осіб | 44—60 осіб |
| Розміри                                  | | |
| Довжина найбільша (по КВЛ)               | 67,1 м | 67,1 м |
| Ширина корпусу найб.                     | 5,5 м | 5,5 м |
| Висота                                   | 9,6 м | 9,6 м |
| Середня осадка (по КВЛ)                  | 4,74 м | 4,74 м |
| Водотоннажність надводна                 | 769 т | 769 т |
| Озброєння                                | | |
| Артилерія                                | 1 × 88-мм палубна гармата SK C/35 | 1 × 88-мм палубна гармата SK C/35 |
| Торпедно- мінне озброєння                | 4 носових і один кормовий 533-мм ТА. 14 торпед або 26 мін TMA | 4 носових і один кормовий 533-мм ТА. 14 торпед або 26 мін TMA |
| ППО                                      | 1 × 20-мм зенітна гармата C/30 | 1 × 20-мм зенітна гармата C/30 |

U-971 — німецький підводний човен типу VII C Крігсмаріне за часів Другої світової війни. Закладений 15 червня 1942 року на верфі Blohm + Voss у Гамбурзі. Спущений на воду 22 лютого 1943 року, 1 квітня 1943 року увійшов до складу ВМС нацистської Німеччини. Єдиним командиром човна був оберлейтенант-цур-зее Вальтер Цеплін.
Розпочав службу у складі 5-ї навчальної флотилії, 1 червня 1944 року переведений до складу 3-ї флотилії.
24 червня 1944 року під час свого першого бойового походу був потоплений в Ла-Манші неподалік від Лендс-Енда глибинними бомбами чехословацького важкого бомбардувальника «Ліберейтор» з 311-ї ескадрильї Королівських ПС і скоординованої атаки британських есмінців типу «Трайбл» «Ескімо» та «Хаїда». 1 член екіпажу загинув, 51 були врятовані.